# برادران رالی
پنج برادر با نام خانوادگی رالی، به نام‌های زانیس، با نام مستعار جان (۱۷۸۵–۱۸۵۹)، آگوستوس (۱۷۹۲–۱۸۷۸)، پاندیا با نام مستعار زئوس (۱۷۹۳–۱۸۶۵)، تومازیس (۱۷۹۹–۱۸۵۸)، و استراتیوس (۱۸۰۰–۱۸۸۴)، شرکت برادران رالی را تأسیس کردند. این شرکت احتمالاً موفق‌ترین تجارت یونانی مقیم انگلستان در دورهٔ ویکتوریا بود.
پدرشان استفانوس رالی (۱۷۵۵–۱۸۲۷) در یک خانواده بازرگان ثروتمند در خیوس به دنیا آمد، و در مارسی ساکن بود. او متوجه شد که رابطه تجارت پس از جنگ‌های ناپلئونی تغییر کرده‌است، پس پسر بزرگش، جان را به لندن فرستاد تا فرصت‌های تجاری جدید را شناسایی کند.

## تأسیس شرکت برادران رالی

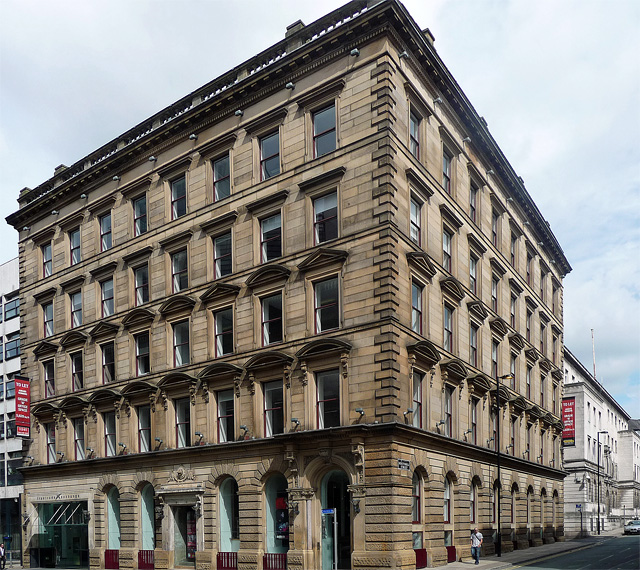
خانهٔ برداشت، خیابان پیتر، منچستر؛ انبار، طراحی و ساخت توسط، شرکت معماری کلگ و ناولز

جان، تجارت ابریشم شرقی و غلات روسی را در ازای منسوجات بریتانیایی آغاز کرد و برادرانش را برای کمک به لندن فراخواند، و شرکتی تحت عنوان برادران رالی در لندن تأسیس کرد. یکی از برادران به نام استراتیوس، صادرات تولیدات نساجی از منچستر را اداره می‌کرد. برادر دیگر یعنی تومازیس مواد خام و غلات را از اودسا و قسطنطنیه تأمین می‌کرد. پاندیا تأمین مالی شرکت را از طریق بورس بالتیک در لندن مدیریت می‌کرد. و آگوستوس از شهر مارسی بر تجارت و حمل و نقل کالاها در دریای مدیترانه نظارت داشت.
پیش از آشفتگی‌هایی که برای امپراتوری عثمانی پیش آمد و منجر به قتل‌عام خیوس در سال ۱۸۲۲م. و در نتیجه مهاجرت یونانی‌ها، و بسته شدن بازارهای خانگی سنتی آن‌ها شد. آن‌ها از یونان مهاجرت کرده بودند.
برادران رالی، از فرصت‌های جدیدی که جنگ‌ها و رویدادهای سیاسی ایجاد می‌کردند به سرعت استفاده کرده، و در بازارهای جدید مانند ذرت، پنبه، ابریشم، تریاک و میوه ورود کردند، و به سرعت عملیات تجاری خود را در سرتاسر دریای مدیترانه، روسیه، تا پترزبورگ، تاگانروگ، تبریز، اسکندریه، اسمیرنا و سوریه توسعه دادند.
اگرچه آن‌ها در زمان‌هایی بیش از ۴۰۰۰۰ نفر را تحت استخدام داشتند، اما کنترل تمام امور در دست خانوادهٔ بزرگ آن‌ها بود. تا اینکه پاندیا در سال ۱۸۳۱م با ماریتا اسکارامانگا (۱۸۶۰–۱۸۱۰م)، دختری از خیوس ازدواج کرد، خانوادهٔ ماریتا فعالیت‌های تجاری مهمی در روسیه داشتند.
از سال ۱۸۵۱م، برادران رالی مراودهٔ تجاری در زمینهٔ جوت، شلاک، کنجد، زردچوبه، زنجبیل، برنج، نیترات پتاسیم و بوراکس را با دفترهایی در کلکته و بمبئی که در این زمینه تخصص داشتند آغاز کردند، و ۴۰۰۰ کارمند و ۱۵۰۰۰ انباردار و باربر را استخدام کرد.
تجارت آمریکایی آن‌ها در شهرهای نیویورک و نیواورلئان از طریق پسر عمویشان الکساندر ولاستو اداره می‌شد. آن‌ها به دقت فرصت‌های احتمالی در تجارت غلات، ناشی از جنگ کریمه را پیش‌بینی کردند و اولین معامله‌گران بازار آتی غلات بودند.

## نسل‌های بعدی، برادران رالی با مسئولیت محدود
این شراکت با مرگ پاندیا در سال ۱۸۶۵م. به هم خورد، اما فرزند یکی از برادران به نام استفان آگوستوس رالی (۱۹۰۲–۱۸۲۹م) بازار روسیه را به خانواده اسکارامانگا واگذار کرد و برادران رالی را دوباره در بازارهای تجاری بریتانیا، آمریکا و هند ساماندهی کرد. پس از مرگ او نیز، شرکت به برادرزاده‌اش سر لوکاس استراتیو رالی، بارونت اول (۱۸۴۶–۱۹۳۱م) رسید که این سنت سرمایه‌گذاری ماهرانه را دنبال کرد.
آن‌ها پس از جنگ داخلی آمریکا، تجارت هندی-آمریکایی پنبه و منسوجات را با زیرکی پایه‌گذاری کردند و از سال ۱۸۸۲م. وارد معاملات تریاک شدند، و از این طریق ثروت زیادی تولید کردند. از دفاتر جدید در پوندیچری و مَدرس به خرید بادام زمینی «خندش» پرداختند. هنگامی که جنگ جهانی اول شروع شد، رالی‌ها قرارداد انحصاری با وزارت جنگ بریتانیا برای تهیهٔ کیسه‌های چتایی برای شن منعقد کردند. دورهٔ رکود بزرگ شرکت را با مشکلات جریان نقدینگی مواجه کرد. این امر باعث شد تا فعالیت‌های تجاری در هند تعطیل شود، و در نتیجه یک خانواده تجاری یونانی دیگر به نام آرجنتی وارد عمل شد تا به عنوان عامل آن‌ها عمل کند. بین سال‌های ۱۹۳۱–۱۸۵۴م، حضور رالی‌ها در هند بسیار موفقیت‌آمیز بود تا اینکه بحران اقتصادی بزرگ‌سال ۱۹۲۹م. باعث شد که آن‌ها فعالیت خود را در هند تعطیل کنند. بین سال‌های ۱۹۶۳–۱۹۴۸م، رالیس هند در هند استقلال یافته و تفکیک شده دوباره متولد شد. فعالیت‌های شرکت تنوع بیشتری یافت و تجارت در زمینهٔ کود و آفت‌کش‌ها را آغاز کرد. در سال‌های ۱۹۷۸–۱۹۶۴م، شرکت از دوران پرتلاطم، پوست‌اندازی و تکامل گذشت. و در سال‌های ۲۰۰۰–۱۹۸۱م، آیندهٔ شرکت کاملاً با آیندهٔ کشاورزی هند پیوند خورده. در اوایل دههٔ ۱۹۹۰م، شرکت رالی به چهارمین شرکت بزرگ بذر در هند تبدیل شد. همچنین کارخانهٔ کود شیمیایی تاتا، در زمینهٔ تولید اوره، راه‌اندازی شد. شرکت مسئولیت محدود رالیس هند با شناسایی موقعیت‌های مناسب تجارت کشاورزی به عنوان قدرت اصلی خود، تجارت دارویی خود را کنار گذاشت و تصمیم گرفت موقعیت خود را در زمینهٔ آفت‌کش‌ها، کودها و بذرها تثبیت کند.
در این زمان، شرکت برادران رالی مستقر در لندن به تجارت خود ادامه دادند، و در اواخر سال ۱۹۶۰م، سر آیزاک ولفسون، از فروشگاه‌های بزرگ جهانی، و هری رکاناتی، از اسرائیل دیسکانت بانک، به هیئت مدیره برادران رالی رجوع کردند، و پیشنهاد خرید کل سهام شرکت را با قیمتی بین دو تا سه برابر بیشتر از قیمت واقعی آن در بورس لندن ارائه کردند. جک ولاستو رئیس وقت شرکت در سال ۱۹۵۰م. بود که جایگزین سر استراتیو لوکاس «استراتی» رالی، بارونت دوم شده بود. دیدگاه‌های سر آیزاک ولفسون مورد استقبال مدیران شرکت قرار نگرفت. اما، از آنجا که شرکت برادران رالی با مسئولیت محدود، یک بانک تجاری بود، موضوع به رئیس بانک مرکزی انگلستان ارجاع شد. و آن‌ها توصیه کردند که این پیشنهاد می‌بایست به سهامداران ارائه شود تا از فرصت فروش سهام خود با قیمت ممتاز محروم نشوند. در سال ۱۹۶۱م، سهامداران رای به پذیرش این پیشنهاد دادند. این امر باعث شد که سر آیزاک ولفسون کنترل عملیات تجاری شرکت را در معامله‌ای به ارزش ۵٫۵ میلیون پوند در دست بگیرد که مبلغ قابل توجهی در آن زمان بود. دیسکانت بانک اسرائیل، بانک‌های تجاری بین‌المللی برادران رالی را به سبد بانک‌های خصوصی خود اضافه کرد، با این‌حال هری ریکاناتی زمانی که دیگر مدیران در سال ۱۹۷۰م. تصمیم گرفتند، گروه بانکی را در بورس اوراق بهادار تل‌آویو فهرست کنند، آن را ترک کرد. در سال ۱۹۸۱م، برادران رالی به شرکت چند میلیارد دلاری کارگیل در مینیاپولیس، فروخته شد. در سال ۲۰۰۲م. کل این سازمان به نام کارگیل کاتن تغییر نام داد. دیسکانت بانک اسرائیل در سال ۱۹۸۳م. ورشکسته شد و توسط خزانه‌داری دولت اسرائیل ملی شد. ریکاناتی مالکیت خود بر سهام برادران رالی (بانکرز) اس. ای در بانک خصوصی سوئیس را حفظ کرده بود که بعداً آن را به سکیوریتی پسیفیک بانک کالیفرنیا فروخت و از درآمد حاصله از آن برای تأسیس تعدادی موزه عمومی استفاده کرد. موزه‌های رالی گالری‌های رایگان و غیرانتفاعی هنر معاصر آمریکای لاتین هستند.[1]
در سال ۱۹۶۲م، سر گادفری رالی و برادرش، سرگرد لوکاس رالی، که هر دو عضو هیئت مدیره برادران رالی بودند، سرمایه‌گذاری جدیدی به نام شرکت مسئولیت محدود سرمایه‌گذاری و تولیت جی و ال رالی را راه‌اندازی کردند. این شرکت در آگوست ۱۹۶۲م. تأسیس شد و اندکی پس از آن به عنوان یک شرکت واقعی به ثبت رسید. (منبع: ایونینگ استاندارد ۱۹۶۲/۹/۲۶). سرمایه اصلی شرکت ۲۵۰٫۰۰۰ پوند، شامل ۲۵۰ هزار سهم ۱ پوندی بود. جی و ال در درجه اول به مدیریت صندوق‌های امانی توجه داشت، اما کمی بعد به مدیریت عمومی سبد سهام مشتریان خصوصی روی آورد. این شرکت بعداً به نمایندگی مجاز اوراق بهادار تبدیل شد و به عنوان عضو سازمان خدمات مالی بریتانیا FIMBRA به ثبت رسید. اواسط دههٔ ۱۹۷۰م. سر گادفری برای پیگیری منافع کشور، پیش از موعد بازنشسته شد. در ادامه برادر کوچکتر، یعنی لوکاس ریاست گروه را بر عهده گرفت و بلافاصله پس از آن، مایک کمپ به سمت مدیر عاملی ارتقا یافت. در سال ۱۹۸۳م، شرکت سرمایه‌گذاری رالی با مسئولیت محدود، به عنوان یک شرکت کاملاً خصوصی تابع، توانست مجوز سپرده‌گذاری را از بانک انگلستان به دست آورد. جان رالی، پسر لوکاس، از سال ۱۹۸۶ تا ۱۹۹۰م. مدیر جی و ال رالی بود. در سال ۱۹۹۷م، جی و ال رالی با شرکت مدیران صندوق ایلی ادغام شد. شرکت مدیران صندوق ایلی، تجارت بانکداری خصوصی بریتانیا از گروه فرانسوی-بلژیکی، دکسیا، در سال ۲۰۰۶م. به قیمت ۱۴٫۵ میلیون پوند جذب راتبورن برادرز شد.

## برادران رالی در ایران
در قرن نوزدهم میلادی شرکت برادران رالی در ایران در صنعت ابریشم فعال بود، در سال ۱۸۴۰م. شرکت‌های یونانی و سایر شرکت‌ها مانند برادران رالی در توسعه صنعت ابریشم گیلان که تقریباً دو - سوم صنعت ابریشم ایران را در دست داشت. نقش مؤثری داشتند. سال‌های نیمه دوم قرن نوزدهم میلادی، دوران کاهش تولید کرم ابریشم و بی‌نوغانی بود؛ که ناشی از گسترش بیماری کرم ابریشم در اروپا و سرایت آن به ایران بود. محمدعلی جمالزاده در کتاب گنج شایگان آفت کرم ابریشم در ایران را به نام پبرین معرفی کرده که علامتش نقطه‌هایی سیاه روی بدن کرم ابریشم بوده. بیماری کرم ابریشم نخست در گیلان ظاهر شد و مردم آنجا مجبور شدند از مازندران تخم نوغان وارد کنند؛ اما وقتی بیماری در سراسر ایران گسترش یافت، شرکت رالی و برادران در سال ۱۸۶۹م. کوشیدند تا از ژاپن نوغان وارد کنند. افزون بر شرکت رالی و برادران، برادران پاسکالی با وارد کردن تخم نوغان از ژاپن، عثمانی (بورسا و خانقین عراق) و روسیه توانستند تولید ابریشم در ایران را دوباره رونق بخشند.

## نفوذ فرهنگی
رالی‌ها از مجوز تأسیس خود در لندن و نقاط دیگر برای کمک به بازرگانان یونانی، برای راه اندازی تجارت و اقامت در کشورهای جدید استفاده کردند. اگرچه آن‌ها فرهنگ و مذهب یونانی خود را حفظ کردند، اما عمدتاً در سرزمین‌های میزبان خود جذب شده و جا افتادند. پاندیا به معاملات سالم شهرت داشت و از معاملات و امور مالی مشکوک اجتناب می‌کرد، و استانداردهای معاملاتی خود را بر سایر مهاجران یونانی که با آن‌ها تجارت می‌کردند تحمیل می‌کرد، به همین دلیل به او لقب «زئوس» را داده بودند.
رالی‌ها از طریق روابطشان، از جمله با لرد بایرون، در محافل تجاری و اشرافی بریتانیا به شهرت دست یافتند، پاندیا به عنوان عضو برجسته جامعهٔ یونانی حاضر در لندن پذیرفته شد، و به عنوان کنسول بریتانیا در کشور تازه استقلال یافتهٔ یونان انتخاب شد، و در سال ۱۸۵۱م. ورود یونانیان به نمایشگاه بزرگ را سازماندهی کردند.

## میراث
رالی‌ها و فرزندانشان، احتمالاً تحت تأثیر تجربه خود، دائماً به موسسات خیریه پزشکی فعال در اروپای شرقی و جنگ‌های بالکان کمک مالی می‌کردند. خانواده رالی ساخت کلیسای جامع سنت سوفیا را آغاز کردند (با کمک مالی اعضای برجسته جامعه یونانی در لندن)، و پاندیا در برپایی کلیسای ارتدکس یونانی در قبرستان نوروود غربی در سال ۱۸۴۲م. نقش مهمی داشت. آنتونیوس، ساخت کلیسایی به سبک دوریک را به سنت استفان پیشکش کرد و به جان اولدرید اسکات سفارش ساخت آن را داد، این کلیسا در حال حاضر در فهرست بناهای تاریخی انگلستان ثبت است. برخی از اعضای خاندان رالی نیز به معماران دستور دادند تا مقبره‌های شخصی خود را در آنجا ایجاد کنند، از جمله:
- استراتیو رالی، مقبره دوریک اثر ادوارد میدلتون بری (درجه دوم)
- آنتونیوس رالی، مقبره به سبک رومی (درجه دوم)
- جان پیتر رالی، مقبره دو طبقه رنگین به سبک استریکی بیکن، ساخته شده توسط جورج ادموند استریت (درجه II)

تالار رالی در سال ۱۹۱۳م. در هوو، ساسکس شرقی، به عنوان تالار کلیسای تمام قدیسین هوو ساخته شد. این بنا به صورت افتخاری به نام استفان آگوستوس رالی، که در سال ۱۹۰۲م. درگذشت نامگذاری شد؛ شیشه‌های رنگی کلیسا که او سفارش داده بود در سال ۱۹۰۴م. نصب شدند. این سالن در سال ۱۹۷۵م. به انجمن یهودیان برایتون و هوو فروخته شد. انجمن از این سالن برای فعالیت‌های خود استفاده می‌کند، و گاهی آن را به گروه‌های دیگر نیز اجاره می‌دهد. ساختمان این کلیسا به سبک باروک ادواردین، ساخته شده، و در سال ۱۹۹۲م. در فهرست بناهای درجه دوم ثبت شد.